# 아모르 데 바리오
《아모르 데 바리오》(스페인어: Amor de barrio)은 2015년 방영된 멕시코의 텔레노벨라이다.